# Dragoș Grigore
Dragoș Grigore (* 7. September 1986 in Vaslui) ist ein rumänischer Fußballspieler. Der Innenverteidiger spielt seit Sommer 2018 bei Ludogorez Rasgrad.

## Karriere

### Verein
Grigore begann seine Karriere in der Jugendmannschaft vom FC Vaslui. Nach seiner ersten Station bei FCM Huși in der Divizia C wurde er im Sommer 2006 in die erste Mannschaft von CFR Timișoara geholt. In der ersten Saison wurde in der zweiten Liga, Seria II, der 14. Platz erreicht und damit knapp der Klassenerhalt geschafft. In der darauffolgenden Saison folgte ein 13. Platz.
2008 wechselte er zu Dinamo Bukarest, wo er anfangs in der zweiten Mannschaft eingesetzt wurde; in seiner ersten Saison 2008/09 kam der Abwehrspieler auf zwei Einsätze. Am Ende erreichte Dinamo Platz drei. Auch in der folgenden Spielzeit gelang ihm nicht der Sprung zum Stammspieler. Erst im Herbst 2010 wurde er zum festen Bestandteil des Teams von Ioan Andone. Er besitzt bei Dinamo einen Vertrag bis 2014. Im Jahr 2012 gewann er mit dem rumänischen Pokal seinen ersten Titel. Im Sommer 2014 wechselte Grigore zum FC Toulouse in die französische Ligue 1. Im Sommer 2015 wurde er für an al-Sailiya in die katarische Stars League ausgeliehen. Anfang 2016 verpflichtete ihn al-Sailiya fest.

### Nationalmannschaft
Am 9. Februar 2011 bestritt Grigore gegen Zypern sein erstes Länderspiel. Danach musste er ein Jahr warten, ehe er im Januar 2012 für ein Freundschaftsspiel gegen Turkmenistan nominiert wurde, in dem er kurz vor Schluss eingewechselt wurde. Für die nachfolgenden Länderspiele nominierte ihn Nationaltrainer Victor Pițurcă zwar stets, setzte ihn aber nicht ein. Erst am 4. Juni 2013 kam er im Freundschaftsspiel gegen Trinidad und Tobago zu seinem dritten Länderspiel.
Bei der Fußball-Europameisterschaft 2016 in Frankreich wurde er in das rumänische Aufgebot aufgenommen. In allen drei Partien der Gruppenphase bis zum Ausscheiden des Teams stand er über die volle Spielzeit auf dem Platz.

## Erfolge
Dinamo Bukarest
- Rumänischer Pokalsieger: 2011/12
- Rumänischer Supercup-Sieger: 2012

Ludogorez Rasgrad
- Bulgarischer Meister: 2018/19, 2019/20, 2020/21
- Bulgarischer Supercup-Sieger: 2019